# Črmljenšak
Črmljenšak – wieś w Słowenii, w gminie Lenart. W 2018 roku liczyła 196 mieszkańców.